# Hololena santana
Hololena santana là một loài nhện trong họ Agelenidae.
Loài này thuộc chi Hololena. Hololena santana được Ralph Vary Chamberlin & Wilton Ivie miêu tả năm 1942.